# Anne Pierre d’Harcourt

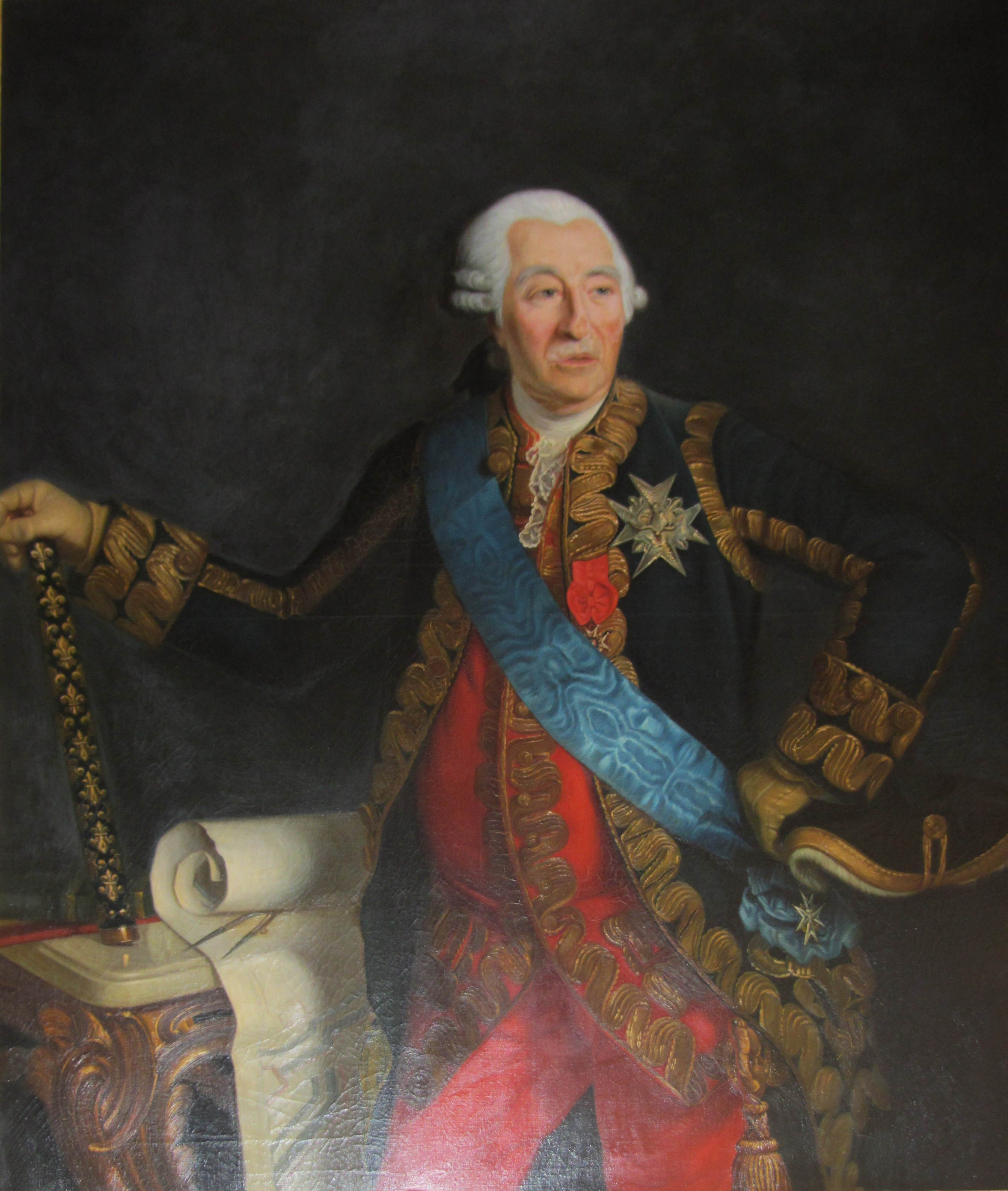
Anne Pierre d’Harcourt, Château de Tocqueville

Anne Pierre d’Harcourt (* 2. April 1701; † 28. Dezember 1783) war der vierte Herzog von Harcourt, Pair von Frankreich, und der vierte Marschall von Frankreich seiner Familie.

## Leben
Anne Pierre d’Harcourt ist der fünfte Sohn von Henri d’Harcourt, 1. Duc d’Harcourt, Pair von Frankreich, Marschall von Frankreich, und Marie Anne Claude de Brulart de Genlis, genannt la Marquise d’Esterney. Zudem ist er ein Urenkel des Marschalls Abraham de Fabert. Er trug erst den Namen Marquis de Beuvron, dann Comte de Beuvron, de Lillebonne, Seigneur de Tourneville.
1716 trat er als Kadett in die Compagnie des Gardes du Corps du Roi ein, die unter dem Kommando seines Vaters stand. Im gleichen Jahr, am 22. September 1716, nach dem Tod seines Bruders Louis-Henri vier Tage zuvor, wurde er Lieutenant-général au Gouvernement de la Haute-Normandie und im Gouvernement du Vieux Palais de Rouen. Am 9. Februar 1719 wurde er Capitaine réformé à la suite im Régiment Royal-Étranger cavalerie, mit dem er seine ersten militärischen Erfahrungen machte. Er kämpfte im Krieg der Quadrupelallianz (1717–1720) und nahm während des Spanienfeldzugs 1719 an der Belagerung von Fontarabie, San Sebastián und Roses teil. Am 29. Juli 1721 wurde er Mestre de camp réformé à la suite dieses Regiments. Am 17. Juni 1722 legte er seinen Eid als Lieutenant-général au Gouvernement de Normandie ab.
Mit Auftrag vom 2. Februar 1727 stellte er eine Kompanie seines Regiments zusammen, deren Mestre de camp er blieb. Er diente im Feldlager an der Mosel (10. Juli bis 9. August 1727), dann an der oberen Maas (1730), in Aimeries-sur-Sambre (31. August bis 30. September 1732) und im Pays messin (Metzer Land) 1733.
Am 20. Februar 1734, während des Polnischen Thronfolgekriegs (1733–1738), wurde er Mestre de camp de Cavalerie eines Regiments auf seinen Namen, das bislang Régiment la Rochefoucauld geheißen hatte. Er stieß zur Italienarmee und kämpfte in der Schlacht bei Parma (29. Juni 1734) und der Schlacht bei Guastalla (19. September 1734) unter dem Oberkommando des Marschalls Coigny, und wurde am 18. Oktober 1734 zum Brigadier des Armées du Roi befördert. Im August 1736 kehrte er mit seinem Regiment nach Frankreich zurück.
Am 15. Februar 1738 wurde er Mestre de camp-lieutenant im Régiment Royal cavalerie und verließ dafür das Regiment seines Namens. Am 5. März 1738 erhielt er das Kommando über dieses Regiment.
Im Österreichischen Erbfolgekriegs (1740–1748) wurde er am 20. Juli 1741 nach Bayern geschickt und marschierte ab dem 21. August mit seinem Regiment bis nach Pilsen. Er nahm unter dem Kommando des Marschalls Belle-Isle an der Eroberung von Prag (26. November 1741) teil, dem Biwak von Pisek, der Schlacht von Sahay (24. Mai 1742) und der Verteidigung von Prag teil, und später, im Dezember 1742, auch am Rückzug aus der Stadt. Im Februar 1743 kehrte er nach Frankreich zurück. Am 20. Februar 1743 wurde er zum Maréchal de camp befördert, kurz darauf verließ er das Régiment Royal.
Am 1. Mai 1743 wurde er zum Rheinarmee abkommandiert und am 27. Juni 1743 in der Schlacht bei Dettingen verwundet. Ab April 1744 gehörte er der Moselarmee unter dem Kommando seines Bruders an, die sich im Mai bei Valenciennes befand, im Juli an der Maas, im August im Elsass, und trug zur Niederlage des kaiserlichen Generals Franz Leopold von Nádasdy auf den Höhen von Saverne teil. Er schloss sich der Rheinarmee an, die den Fluss am 30. August überschritt, und befand sich im September bei der Belagerung und Einnahme von Freiburg.
Im April 1745 wechselte nach Flandern, wo er unter dem Oberkommando von Le Tellier und Moritz von Sachsen diente. Er kämpfte in der Schlacht bei Fontenoy (11. Mai 1745), bei der Belagerung von Tournai, der Belagerung von Namur und in der Schlacht bei Roucourt (11. Oktober 1746).
Ab Mai 1747 war er bei der Armee an der italienischen Grenze und kämpfte als Maréchal de camp unter Marschall Belle-Isle in der Provence, bei der Eroberung der Grafschaft Nizza, von Villefranche, Montalban und Ventimiglia. Mit Wirkung zum 1. Januar 1747 wurde er zum Lieutenant-général des Armées du Roi befördert. Im Juni und Juli 1748 diente er an der Grenze zum Piemont.
Von 1750 bis 1764 war er Gouverneur von Stadt, Festung und Land Sedan, nachdem das Amt durch den Tod seines Bruders, des Marschalls François d’Harcourt, 2. Duc d’Harcourt (10. Juli 1750) frei geworden war; er wurde am 11. Juli 1750 ernannt, den Amtseid legte er am 28. August ab. Am 27. September 1750 wurde er durch den Tod eines weiteren Bruders, des Abbé Louis Abraham d’Harcourt, 3. Duc d’Harcourt, der 4. Duc d’Harcourt und Pair von Frankreich.
Ab dem 31. Dezember war er Lieutenant-général des Armées du Roi sur les côtes de Normandie und hatte die Aufgabe, die Engländer während des Siebenjährigen Kriegs (1756–1763) von der normannischen Küste, insbesondere von Cherbourg und Le Havre fernzuhalten, was ihm auch gelang.
Am 2. Februar 1756 wurde er in den Orden vom Heiligen Geist aufgenommen. Am 26. Mai 1764 wurde er zum Gouverneur der Normandie ernannt als Nachfolger des am 18. Mai 1764 verstorbenen Charles François II. de Montmorency-Luxembourg. Den Marschallstab erhielt er 1775, lange nach seinem Rückzug aus dem aktiven Dienst. Er starb 1783 im Alter von 82 Jahren.

## Ehe und Nachkommen
Anne Pierre d’Harcourt heiratete am 27. Februar 1725 in der Église du Collège des Quatre-Nations in Paris Thérèse Eulalie de Beaupoil de Saint Aulaire (* 1715; † 3. November 1738 in Paris), einzige Tochter von Louis de Beaupoil, Marquis de Saint-Aulaire, Colonel du Régiment d’Enghien-infanterie, Brigadier des armées du Roi, und Marie-Thérèse de Lambert. Sie war eine Enkelin von Anne-Thérèse de Marguenat de Courcelles, Marquise de Lambert. Ihre Kinder sind:
- François-Henri d’Harcourt (* 12. Januar 1726; † 22. Juli 1802), genannt le Comte de Lillebonne, Marquis de Saint-Bris, Baron de Chitry en Auxerrois, 1783 5. Duc d’Harcourt, Pair de France, Gouverneur der Normandie, 1788 Mitglied der Académie française (Fauteuil 23); ⚭ 13. Juni 1752 Françoise Catherine Scholastique d’Aubusson de La Feuillade (* 1733; † 12. November 1815), Dame du Tabouret, einzige Tochter von Hubert, Vicomte d’Aubusson, Comte de La Feuillade, und Catherine Scholastique de Bazin de Bezons, Tochter des Marschalls Jacques Bazin de Bezons, marquis de Bezons
- Anne-François d’Harcourt (* 4. Oktober 1727; † 1797), genannt le Chevalier de Beuvron, dann Marquis de Beuvron, 1784 Duc de Beuvron; ⚭ 22. Januar 1749 Marie Catherine Rouillé († 9. Juli 1812), einzige Tochter von Antoine Louis Rouillé, Comte de Jouy, Conseiller au Parlement de Paris, Secrétaire d’État à la Marine (1749–1754), Ministre des Affaires étrangères (1754–1757), und Marie Anne Catherine Pallu
- Anne Henri d’Harcourt (* 23. September 1728; † 9. Mai 1736)
- Anne Louis d’Harcourt (* 23. September 1728; † 14. Januar 1734)
- Louise Angélique d’Harcourt, Mademoiselle de Beuvron († 1762)[4].